# Rafael Urióstegui
Rafael Urióstegui (Málaga) é um ator e produtor de televisão mexicano.

## Filmografia

### Produtor executivo
- Prohibido amar (2013)
- Quererte así (2012)
- Cielo rojo (2011)
- Prófugas del destino (2010/11)
- Mujer comprada (2009/10)
- Primeira parte de Más sabe el diablo (2009/10)
- El juramento (2008)
- Marina (2006/07)
- Gitanas (2004/05)

### Produtor associado
- El derecho de nacer (2001)
- Infierno en el paraíso (1999)
- La mentira (1998)
- Amada enemiga  (1997)
- No tengo madre (1997)
- The guilt (1996/97)
- Forever (1996)
- Shadow (1996)
- Acapulco bay (1995)
- Empire (1995)
- Imperio de cristal (1994/95)
- Primeira parte de El vuelo del águila (1994)
- Capricho (1993)
- Valeria y Maximiliano (1991/92)
- Vida robada (1991)

### Gerente de produção
- Cadenas de amargura (1991)
- Ángeles blancos (1990)
- Destino (1990)